# 翁毓麟
翁毓麟（1917年6月23日—2010年7月1日），伊斯兰经名奥玛（Omar），是知名的马来西亚政治家，在馬來西亞爭取獨立歷史事件中扮演重要的角色。在獨立之後也活跃於政壇，曾在內閣擔任要職，也是马来西亚华人公会的创始人之一。在2010年7月1日去世，享年93岁。

## 生平
- 1949年，翁毓麟加入了马来西亚华人协会；
- 1957年4月，翁毓麟加入了东姑阿都拉曼第二次访问伦敦的行列；
- 1957年8月31日，翁毓麟被委任为马来亚联合邦的第一位内阁成员；
- 1959年，翁毓麟担任卫生部长；
- 1961年，皈依伊斯兰教，取经名为奥玛（Omar）
- 1966年，翁毓麟担任马来西亚驻加拿大高级专员；
- 1967年至1972年，翁毓麟担任马来西亚驻巴西大使；
- 1973年至1980年，翁毓麟担任国会上议院主席。

## 榮譽
- 马来亚联合邦 : 
  -  联邦护国领袖勋章（PMN）—丹斯里（1959）[3]
- 马来西亚 : 
  -  马来西亚建国纪念奖章（金奖）（PPM）（1965）[4]
  -  联邦王冠效忠斯里勋章（SSM）—敦（1979）[5]
- 雪蘭莪 :
  -  雪兰莪王冠拿督勋章（DPMS）—拿督（1971）[6]
  -  雪兰莪王冠斯里勋章（SPMS）—拿督斯里（1973）[7]
- 沙巴 :
  -  神山领袖勋章（SPDK）—拿督斯里邦里玛（1973）